# Antoine de Noailles
Antoine de Noailles, född 1504, död den 11 mars 1562 i Bordeaux, var en fransk greve och diplomat.
Noailles blev 1547 amiral av Frankrike och var 1553-56 sändebud i England, varunder det i någon mån lyckades honom att korsa Filip II:s av Spanien planer där. År 1556 avslöt han det femåriga stilleståndet i Vaucelles mellan Frankrike och Spanien. Som guvernör i Bordeaux bekämpade han under sina sista år protestanterna i Guienne. Hans bröder, François de Noailles (1519-1585) och Gilles de Noailles (1524-1600), var efter varandra biskopar av Dax (den förre 1557-62, den senare 1562-97) och verkade som diplomater bland annat i Venedig, London och Konstantinopel, i vilken sistnämnda stad de starkt befäste det franska inflytandet. François de Noailles förberedde försoningen mellan Venedig och turkarna på 1570-talet, Gilles de Noailles var sändebud i Warszawa vid valet av Henrik av Anjou till kung av Polen.